# Кинематографија Србије
Кинематографија Србије представља све резултате филмске уметности и рада филмских уметника, створене на територији Србије од 1896. до данас, као и она чији су идејни творци српски филмски ствараоци ван граница Србије.
Филмско стваралаштво у Србији бележи историју дужу од једног века, која се мери од 1911. године и прве пројекције драме Живот и дела бесмртног вожда Карађорђа, првог српског и балканског филма, преко црних комедија осамдесетих попут Ко то тамо пева и Маратонци трче почасни круг, све до блокбастера 21. века, Зоне Замфирове, Јужног ветра и других. Током 20. века и неколико различитих државних уређења, српска кинематографија доживела је експанзију комедије, романтичног филма, социјалне драме, хорора и других жанрова, рађање и одумирање партизанског филма, као и својеврсну авангарду кроз неконвенционални израз Црног таласа шездесетих и седамдесетих година.
Драме Скупљачи перја и Три Александра Саше Петровића биле су номиноване за Оскара за најбољи страни филм, док је прослављени српски режисер Емир Кустурица овенчан Златним палмама за филмове Отац на службеном путу и Подземље, и Сребрним лавом за комедију Црна мачка, бели мачор. Осим неговања култа филмске звезде, који су уживали глумци попут Љубише Самарџића и Велимира — Бате Живојиновића, Србија за изузетан допринос филмској уметности додељује Добричин прстен, и награду Велика Жанка за глумице.

## Историја

### 1896—1917: Краљевина Србија
Србија се први пут упознала са филмском уметношћу 6. јуна 1896, за време Краљевине Србије, када је Андре Кар, представник браће Лимијер, у Београду одржао прву филмску пројекцију у Југоисточној Европи. Кар је већ наредне године направио први видео—снимак Београда, који данас више не постоји. Пре него што је Србија снимила свој први филм, други редитељи већ су то урадили на њеној територији. Наиме, 1904. године Арнолд М. Вилсон, српски конзул у Шефилду, снимио је репортажу Крунисање краља Петра I, заједно са неким сценама Краљева, манастира Жиче и Новог Пазара.
Године 1911. настао је први српски филм, назива Живот и дела бесмртног вожда Карађорђа. Више документарна биографија него дугометражни оригинални филм, Вожд Карађорђе је, како му и назив каже, приказивао живот српског владара из времена Првог српског устанка. Режирао га је Чича Илија Станојевић лета 1991, да би након тога филм послао на монтажу у лабораторију Пате Фрер у Паризу. Премијера филма одржана је 23. октобра 1911. године, у Гранд—биоскопу београдског хотела Париз. Филм је двадесетих година потпуно нестао, да би био пронађен тек 2003. у архиви Аустријске кинотеке.
Значајна личност овог периода кинематографије је продуцент, документариста и патриота Ђорђе Ђока Богдановић. Поред тога што је био једног од првих успешних зиданих биоскопа Касина (раније Унион), Богдановић је са својом екипом документовао српске победе у Балканским ратовима и Првом светском рату.
Први филмови снимљени на територији Космета су документарни Одузимање оружја од Арнаута и Дуле-хану на путу за Призрен, који су 1912. приказани на Врачару.
До 1918. снимљени су и Улрих Цељски и Владислав Хуњади (1911), Јадна мајка (1912), Спасилац (1915) и Лопов као детектив (1916).

### 1918—1940: Краљевина Југославија
Биоскоп је основан довољно рано у Србији са 12 филмова снимљених до почетка Другог светског рата. Најзначајнији предратни филм био је Битка за Косово Михајла Поповића из 1939. године. Производња је била слаба.

### 1941—2005: Република Југославија

#### После Другог светског рата

##### Партизански филм

###### Класична ера
Настанком партизанског филма може се сматрати сам крај Другог светског рата, и пројекција филма Славица из 1947, првог у жанру и првог дугометражног филма у новонасталој држави.
 Настао као оригинални југословенски жанр, партизански филм се убраја у подврсте ратног филма, а неке од његових карактеристика су временски период који обухвата трајање непосредно пре, током и после немачке окупације Југославије, југословенска војска као протагониста и војска сила Осовине у улози негативца. У продукцијском смислу партизански филм карактерише размера епског филма, нарочито током шездесетих и седамдесетих година, затим ансамблска подела улога у којој ликови имају приближно једнак значај, и почев од Козаре, интензивне емотивне сцене, проузроковане искључиво ратним трагедијама. Према мишљењу неких историчара, партизански филмови имали су обавезу да величају култ личности председника Јосипа Броза, и да ретко, ако икада, величају индивидуалну жртву изнад колективне. Последица тога је обично скроман материјал којим су глумци располагали, не могавши да у потпуности остваре значајан домет глумачког израза. Ипак, 1953. Мира Ступица је за улогу докторке у филму Била сам јача добила Златну арену за најбољу главну глумицу. Тај филм данас се сматра и једним од пионира феминизма у српској кинематографији.
Већина тадашњих активних глумаца била је ангажована у жанру. Истицали су се Љуба Тадић, Оливера Марковић, Раде Марковић, Драгомир Фелба, Павле Вуисић, Дара Чаленић, Михајло Бата Паскаљевић, Рахела Ферари, Северин Бијелић, Марија Црнобори, Бранко Плеша, Столе Аранђеловић, као и млада глумица Милена Дравић. Режисер Радош Новаковић остварио је 1940-их и 1950-их изузетан успех захваљујући својим радовима. Најпознатије међу њима је Далеко је Сунце (1953), филмска адаптација истоименог романа Добрице Ћосића, која је под утицајем разлаза са СССР-ом прва одбацила совјетске мотиве, прикривене идеологије и социјалистички реализам.

###### Црвени талас
Већ почетком шездесетих примећивала се хиперпродукција у филмској индустрији. Партизански филм, који је и сам добио поджанрове попут партизанске акције, драме, комедије, трилера, однео је превласт над осталим жанровима, будући да је буџет за поједине представнике жанра одобравао сам Тито. 
 Капетан Леши из 1961. са 200.000 гледалаца у првих двадесет дана пројекције, постао је најгледанији српски филм свога времена, и утро пут партизанским акционим спектаклима. Мотив који су критичари посебно истакли био је Лешијев разлаз са Циганком Лолом, и његова љубав са Вером, лепотицом нордијског изгледа. Наиме, у филму је оличена Титова идеологија шездесетих, његова унутрашња борба између Истока и Запада, као и његова коначна одлука. Жика Митровић, режисер Капетана Лешија, делимично је поновио успех и 1964. године, захваљујући филму Марш на Дрину.
Партизански филм брзо је еволуирао. Док су хрватски партизански филмови наличили нечему што ће критичари назвати партизански ноар, фабуле изоловане у становима и урбаним срединама, српски су нагињали ка партизанској пасторали, попут Марша на Дрину и Капетана Лешија, који су инсистирали на пространствима и живописним пределима. Бујна, неукротива природа, нарочито планински предели, не само да је добила техничку функцију савезника у народноослободилачкој борби, већ је требало да послужи и као одраз неукротивог партизанског духа. Филмови су се мењали и тематски, првенствено због радње која се сада масивно ослањала на историјске догађаје. То се огледало у плану државе да екранизује неколико значајних битака из југословенске историје. Највећи развој филм је ипак доживео када је из (не)историјског—акционог прерастао у партизански епски спектакл, када се партизански филм коначно и непобитно наметнуо као жанр.
Године 1969. у Југославију се слио број интернационалних филмских звезда, предвођених Јулом Бринером, Орсоном Велсом, Франком Нером и Сергејем Бондарчуком. Сви они добили су примамљиву новчану понуду, коју је одобрио сам Тито, како би играли у партизанском спектаклу Битка на Неретви режисера Вељка Булајића. Постер за филм био је рад Пабла Пикаса, који је, по уметниковој жељи, плаћен сандуком најбољег југословенског вина. Са 12 милиона долара уложених у продукцију Битка на Неретви била је један од најскупљих филмова свог времена. Премијера филма, којој су у Сарајеву присуствовале бројне јавне личности, укључујући Софију Лорен, Омара Шарифа и Ану Мањани, узима се као дан када је рођен Црвени талас. Осим што је постала биоскопски хит, који је у Југославији видело 4.5, а у свету 350 милиона гледалаца, Битка на Неретви је била номинована и за Оскара за најбољи страни филм. Поред звезда Холивуда, поставу филма чинили су и најпопуларнији глумци Југославије, Милена Дравић, Љубиша Самарџић, Бата Живојиновић и Павле Вуисић. Самарџић је био један од носилаца жанра захваљујући хитовима Козара, Десант на Дрвар и Орлови рано лете. Живојиновић је играо у ратним филмовима Крвава бајка и Брат доктора Хомера. Врхунац његове популарности и препознатљивости тек је дошао 1972. године и филма Валтер брани Сарајево, приказиваног широм комунистичког блока, који је га је учинио звездом у Кини.

Исте године још један партизански спектакл покушао је да понови успех Битке на Неретви. Била је то Сутјеска, са Ричардом Бартоном у улози Тита, и Орсоном Велсом у улози Винстона Черчила. Вељко Булајић, редитељ Битке на Неретви, открио је 2012. да је одбио понуду да режира Сутјеску, будући да је она била општа кланица југословенске војске, а он се изричито противио улепшавању и прикривању истине, које је захтевала власт. Бартон, који је имао проблема са алкохолом, и који је, према речима Бате Живојиновића, 12 сати био неупотребљив, изненадио је југословенског председника на премијери филма. Наиме, очигледно Бартоново алкохолисано стање у филму, навело је Тита да узвикне: Па бога му, ја за све време командовања на Сутјесци нисам био пијан! Наредне године догодио се последњи тријумф жанра, захваљујући филму Отписани са Драганом Николићем и Војом Брајовићем у главним улогама, и филму Ужичка република, за који је Ружица Сокић награђена Златном ареном. Из Отписаних је настала култна југословенска серија. 
 Мање успешни филмови који су уследили, изнедрили су нове звезде — Салаш у малом риту Славка Штимца, а Бошко Буха Драгана Бјелогрлића. Након Титове смрти 1980. успех жанра почео је да бледи, како су се партизански спектакли полако стапали са жанром ратног филма, драме и комедије. Последње значајно остварење, које се може сматрати и ратном драмом, било је Игмански марш из 1983. Иста година симболично се узима и за крај партизанског филма, када је у биоскопима изашао Велики транспорт, и срео не само паљбу коју су по њему осули филмски критичари, већ и празне пројекционе сале. Мотив Другог светског рата остварио је нове домете у жанру ратне комедије осамдесетих.
Како истичу поједини хроничари и филмски критичари, Тито, не само да је био филмофил са кућним биоскопом у свакој резиденцији, већ је, попут Лењина, придавао велику важност филмској уметности, и не само као медијуму кроз који се може комуницирати са народом, већ и као огледалу културног развоја државе. Упркос својој вољи, а на наговоре редитеља, Тито се у филмовима појављивао што је мање могао, јер би, како су они веровали, тај ниво пропаганде начинио штету филму ако се тежи међународном интересовању и иностраном тржишту. Његово мистично, вантелесно присуство, којим ће се касније бавити филмови Тито и ја и Три карте за Холивуд, у филмовима је често било наглашавано папирима са његовим наређењима, његовим ишчекивањем, његовом тек сашивеном униформом, и на друге начине.

##### 1960—1969: Комедија
Транзиција између позоришта и филма успешно се одвијала после Другог светског рата. Већ средином шездесетих југословенска кинематографија обиловала је првим филмским звездама. Предвођену омиљеним филмским двојцем, Миленом Дравић и Љубишом Самарџићем, који су љубавни пар играли чак 25 пута, ту поставу глумаца чинили су Оливера Марковић, Бата Живојиновић, Ружица Сокић, Властимир Ђуза Стојиљковић, Стево Жигон, Беба Лончар и други. Упркос популарности партизанских филмова, и поред Црног таласа у зачетку, хиперпродукција до које је дошло почетком деценије створила је простор и за друге жанрове. Један од најуспешнијих жанрова шездесетих била је комедија.
 Два глумца који су највише допринели популаризацији жанра били су Миодраг Петровић Чкаља и Мија Алексић. И сам Петровић је најширем аудиторијуму показао своје комичарске способности тек 1964. године, у комедији Пут око света. Соја Јовановић режирала је филм по мотивима комедије Бранислава Нушића. Пут око света прати авантуре и незгоде ситног јагодинског трговца Јованче Мицића, на његовом путу око земаљске кугле. Овај филм заслужан је и за пробој Оливере Катарине на домаћој филмској и музичкој сцени. Јовановићева и Петровић сарађивали су још пар пута, најпре две године касније у партизанском филму Орлови рано лете, адаптацији истоименог романа за децу Бранка Ћопића, а затим и у комедији Силом отац 1969. године. Мија Алексић такође је играо у филмовима Соје Јовановић и чак 1962. добио Златну арену за најбољег глумца за улогу у њеној комедији Др. Иако је играо и у партизанским и у филмовима Црног таласа (Човек из храстове шуме), Алексић је остао најпознатији по комедијама шездесетих, и онима које су уследиле. Године 1960. његова романтична комедија Љубав и мода (филмски деби Милоша Жутића), бавећи се лакоћом живљења шездесетих обележила је једну генерацију, а остала упамћена између осталог и по епизодној улози Габи Новак и песми Девојко мала (песмо мога града). Мија Алексић играо је 1969. у трагикомедији Боксери иду у рај, још једном раном југословенском блокбастеру.
Међу остале познате комедије убрајају се и Дилижанса снова и Лито виловито, приказиване широм Југославије и у импровизованим биоскопима на радним акцијама, Први грађанин мале вароши, Нема малих богова, Бог је умро узалуд, Сирота Марија и друге, док се од драма издвајају Земљаци, Штићеник и Хасанагиница са Миленом Дравић у насловној улози. Дравићева је од 1960. до 1969. награђена са три Златне арене за споредну, и Златном ареном за најбољу главну женску улогу у комедији Прекобројна из 1962. године. Од осталих жанрова био је популаран и мјузикл Звиждук у осам са Ђорђем Марјановићем, као и трилер Нож са Батом Живојиновићем. Три љубавна филма из 1967. и 1968. године, Јутро, Подне и Вишња на Ташмајдану устоличиле су Неду Арнерић за најмлађу филмску звезду Југославије, а наредне деценије сматрана секс−симболом. За улогу у Јутру Љубиша Самарџић проглашен је за најбољег глумца на Филмском фестивалу у Венецији, док је Милена Дравић добила Златну ружу, посебно признање филмске критике.
Неки од глумаца који су постали препознатљиви шездесетих су Мира Бањац, Петар Краљ, Данило Бата Стојковић, Вера Чукић, Јелена Жигон, Жижа Стојановић, Михајло Јанкетић, Бора Тодоровић и други. Млади Никола Симић је од 1960. до 1970. одиграо више од четрдесет улога. У истој деценији југословенски комичари Сека Саблић и Зоран Радмиловић одиграли су своје прве велике улоге.

### 2006—данас: Република Србија
| Година | Број продуцираних дугометражних филмова |
| ------ | --------------------------------------- |
| 2006   | 12                                      |
| 2007   | 16                                      |
| 2008   | 9                                       |
| 2009   | 20                                      |
| 2010   | 13                                      |
| 2011   | 12                                      |
| 2012   | 13                                      |
| 2013   | 9                                       |
| 2014   | 18                                      |
| 2015   | 19                                      |
| 2016   | 20                                      |
| 2017   | 15                                      |
| 2018   | 12                                      |
| 2019   | 17                                      |
| 2020   | 8                                       |
| 2021   | 16                                      |
| 2022   | 25                                      |
| 2023   | 30                                      |

Једна од највећих америчких донација на територији Косова је изградња једног од највећих и најмодернијих филмских студија, који се налази у предрађу Приштине. Филмови продуцирани у овом студију акцентују тезу да су Албанци одувек живели на Косову и да је српски народ ту „само у пролазу”.
Године 2005. филм Горана Паскаљевића, Сан зимске ноћи, је изазвао контрoверзе око њене критике улоге Србије у југословенским ратовима 1990-их.

## Филмске награде
Претходно је додељивана награда Кристална призма.
Осим неговања култа филмске звезде, који су уживали глумци попут Љубише Самарџића и Велимира — Бате Живојиновића, Србија за изузетан допринос филмској уметности додељује Добричин прстен, и награду Велика Жанка за глумице. До распада Југославије српски глумци су били чести лауреати Златне арене на Филмском фестивалу у Пули, својеврсног југословенског еквивалента америчког Оскара. Глумица Милена Дравић била је добитница рекордних седам Златних арена, као и награда на филмским фестивалима у Кану и Венецији.

## Биоскопи у Србији
Стојан Нанић из Зајечара био је власник Првог српског биоскопа, отвореног 1900. године. Нанић је филмове пуштао и у Београду, и у другим већим градовима. Београдски хотел Париз отворио је Гранд биоскоп 1909. године, први стални биоскоп у Србији.
Србија има дугу позоришну традицију. Српско народно позориште је основано 1861. године у оквиру зграде која је саграђена 1868. године. Опера је почела да се приказује крајем 19. века и стална поставка опере је основана 1947. године. Исте године је основана и балетска трупа.
Битеф, Београдски међународни позоришни фестивал, је један од најстаријих позоришних фестивала на свету. Стални поднаслов Битефа јесте нове позоришне тенденције. Основан је 1967. године и од тада стално прати и подржава најновије позоришне тенденције. Постао је један од пет најважнијих и највећих европских фестивала и један од најзначајнијих институција култура у Србији.
Биоскоп је основан довољно рано у Србији са 12 филмова снимљених до почетка Другог светског рата. Најзначајнији предратни филмови су били филмови Михајла Поповића - Битка за Косово 1939. године.
Током 2001. године је било 167 биоскопа у Србији (без Косова) и преко 4 милиона Срба је посетило биоскоп током те године.

## Познати српски глумци
Неки од најзначајнијих српских глумаца:
| - Мија Алексић - Слободан Алигрудић - Раде Шербеџија - Неда Арнерић - Мира Бањац - Предраг Бјелац - Драган Бјелогрлић - Жарко Лаушевић - Петар Божовић - Предраг Милетић - Саша Александер - Војислав Брајовић - Зоран Цвијановић - Богдан Диклић - Аница Добра - Милена Дравић - Сергеј Трифуновић - Предраг Ејдус - Беким Фехмију - Мирјана Карановић - Бранка Катић - Никола Којо - Бранислав Лечић - Мики Манојловић - Драган Мићановић | - Драган Николић - Миодраг Петровић Чкаља - Зоран Радмиловић - Лазар Ристовски - Оливера Марковић - Јелисавета Сека Саблић - Мирјана Јоковић - Љубиша Самарџић - Данило Стојковић - Мира Ступица - Наташа Шолак - Славко Штимац - Соња Савић - Љуба Тадић - Бора Тодоровић - Весна Тривалић - Бора Тодоровић - Срђан Тодоровић - Павле Вујисић - Бата Живојиновић - Слободан Бештић - Стево Жигон | - Небојша Глоговац - Дубравка Мијатовић - Миодраг Кривокапић - Никола Ђуричко - Петар Краљ - Данило Лазовић - Никола Пејаковић - Горица Поповић - Ташко Начић |

## Истакнути редитељи
- Тимоти Џон Бајфорд
- Срђан Драгојевић
- Емир Кустурица
- Питер Богданович
- Душан Макавејев
- Горан Марковић
- Гојко Митић
- Горан Паскаљевић
- Живојин Павловић
- Александар Петровић
- Лазар Ристовски
- Слободан Шијан
- Желимир Жилник
- Боро Драшковић

## Познати српски филмови
- Полицајац са Петловог брда
- Тито и ја
- Ми нисмо анђели
- Три карте за Холивуд
- Небеска удица
- Нечиста крв
- Лепа села лепо горе
- Три палме за две битанге и рибицу
- Црна мачка бели мачор
- Лајање на звезде